# Wolfgang Rasch (Germanist)
Wolfgang Rasch (* 1956) ist ein deutscher Germanist.

## Leben
Wolfgang Rasch besuchte das Gymnasium Petrinum in Recklinghausen (Abitur 1977). Er studierte Germanistik, Philosophie und Geschichte in München und Berlin. 1996 promovierte er bei Horst Denkler an der Freien Universität Berlin.
1997 begann eine langjährige Zusammenarbeit mit Peter Rühmkorf in Hamburg. Rasch wirkte hier an der Ordnung von dessen Privat- und Arbeitsarchiv mit und erschloss dort umfangreiches Material für eine Personalbibliographie, die zum 75. Geburtstag des Dichters 2004 erschien. Zum 70. Geburtstag Rühmkorfs hatte er schon eine durch Archivmaterial gestützte, kommentierte und erstmals illustrierte Neuausgabe von Die Jahre die Ihr kennt vorgelegt. Von 1997 bis 1999 war er Stipendiat der Arno Schmidt Stiftung. Von 1999 bis 2005 erarbeitete er im Theodor-Fontane-Archiv Potsdam die erste umfassende Personalbibliographie Theodor Fontanes im Rahmen eines DFG-Projektes. Von 2010 bis 2014 war er wissenschaftlicher Mitarbeiter an der Theodor Fontane-Arbeitsstelle der Universität Göttingen, vornehmlich betraut mit der Textkonstitution und der Ausarbeitung eines ausführlichen Kommentars zu Fontanes Lebenserinnerungen Von Zwanzig bis Dreißig. Seit Ende 2017 setzt er im Auftrag des Theodor-Fontane-Archivs die Theodor Fontane Bibliographie fort, die im März 2019 mit 16.000 erfassten Titeln online startete und jährlich aktualisiert wird.
Rasch ist Gründungsmitglied des Editionsprojekts Karl Gutzkow, das sich 1997 mit dem Ziel konstituierte, Gutzkows Werke und Briefe als digitale Gesamtausgabe nach und nach textkritisch herauszugeben. Die Kommentierte digitale Gesamtausgabe ging im Jahr 2000 online. Rasch hat mehrere Werke Gutzkows ediert und zahlreiche Texte über den Autor für die Online–Präsentation der Ausgabe beigesteuert.

## Publikationen (Auswahl)
Wolfgang Rasch veröffentlichte Bibliographien und weitere Werke über verschiedene deutsche Autoren des 19. und 20. Jahrhunderts.
Bibliographien
- Bibliographie Karl Gutzkow (1829–1880), 2 Bände, Aisthesis Verlag Bielefeld, 1998
- Bibliographie Peter Rühmkorf (1951–2004), 2 Bände, Aisthesis Verlag Bielefeld, 2004
- Theodor Fontane Bibliographie, 3 Bände, Walter de Gruyter, Berlin, New York, 2006
- Bibliographie Peter Rühmkorf (2004–2016), Aisthesis Verlag Bielefeld, 2019

Herausgeber
- Karl Gutzkow: Berlin. Panorama einer Residenzstadt, (Märkischer Dichtergarten), Morgenbuch Verlag, Berlin, 1995
- Aus dem Leben eines Satyrs. Otto Erich Hartleben: Briefe und Postkarten an Heinrich Rickert, Luttertaler Händedruck Bargfeld, 1997
- Der Briefwechsel zwischen Karl Gutzkow und Levin Schücking 1838–1876, Aisthesis Verlag Bielefeld, 1998
- Peter Rühmkorf: Die Jahre die Ihr kennt. Anfälle und Erinnerungen, Rowohlt, Reinbek bei Hamburg, 1999 (= Werke, Bd. 2)
- (mit Christine Hehle) „Erschrecken Sie nicht, ich bin es selbst“ – Erinnerungen an Theodor Fontane, Aufbau-Verlag Berlin, 2003. (Taschenbuchausgabe Aufbau-Taschenbuch-Verlag Berlin, 2006)
- (mit Kurt Jauslin u. Stephan Landshuter) Karl Gutzkow: Der Zauberer von Rom, 3 Bände, (= Gutzkows Werke und Briefe, Abt. I, Band 11/I-III), Oktober Verlag, Münster in Westfalen, 2007
- Karl Gutzkow: Briefe und Skizzen aus Berlin (1832–1834), Aisthesis Verlag Bielefeld, 2008
- Karl Gutzkow. Erinnerungen, Berichte und Urteile seiner Zeitgenossen. Eine Dokumentation, De Gruyter, Berlin, New York, 2011
- Theodor Fontane: Von Zwanzig bis Dreißig. Autobiographisches (Große Brandenburger Ausgabe, III, 3), Aufbau-Verlag Berlin, 2014
- Karl Gutzkow: Kleine autobiographische Schriften und Memorabilien. (= Gutzkows Werke und Briefe, Abt. VII, Bd. 3), Oktober Verlag, Münster in Westfalen, 2018
- Karl Gutzkow: Aus der Knabenzeit. Mit der Fortsetzung zur zweiten Ausgabe von 1873. (= Gutzkows Werke und Briefe, Abt. VII, Bd. 1), Oktober Verlag, Münster in Westfalen, 2023

Autor
- Arno Schmidts Zeitungsartikel. Eine Studie über Wesen, Werden und Wirkung der journalistischen Brotarbeiten Arno Schmidts zwischen 1954 und 1971, Frankfurt am Main, 1988
- Karl Gutzkow und der „Rachebund von Berlin“. Eine unbekannte Episode aus Gutzkows Leben, geschöpft aus ungedruckten Briefen des Dichters, Luttertaler Händedruck Bargfeld, 1993

Aufsätze
- Zur Geschichte des „Telegraph für Deutschland“ 1838-1843. In: Rainer Rosenberg, Detlev Kopp (Hrsg.): Journalliteratur im Vormärz. Aisthesis Verlag, Bielefeld, 1996. S. 131–160 (= Forum Vormärz Forschung. Jahrbuch 1995.)
- Aussichten einer Briefedition. Prämissen, Probleme, Projekte. In: Gerd Vonhoff, Martina Lauster (Hrsg.): Gutzkows Werke und Briefe. Kommentierte digitale Gesamtausgabe. Eröffnungsband. Oktober Verlag, Münster, 2001. S. III,1–18
- Blumen-, Frucht- und Dornenstücke aus dem Archiv von Peter Rühmkorf in Hamburg. In: Roland Berbig, Martina Lauster, Rolf Parr (Hrsg.:) Zeitdiskurse. Reflexionen zum 19. u. 20. Jahrhundert als Festschrift für Wulf Wülfing. Synchron Wissenschaftsverlag der Autoren, Heidelberg, 2004. S. 425–442
- „Vielleicht ist das nur eine träumerische Schrulle von mir.“ Zehn Briefe von Karl Emil Franzos an Eduard Hallberger und die Redaktion von „Über Land und Meer“ aus den Jahren 1874 und 1875. In: Berliner Hefte zur Geschichte des literarischen Lebens. Heft 6, 2004, S. 17–37
- Zeitungstiger, Bücherfresser. Die Bibliothek Theodor Fontanes als Fragment und Aufgabe betrachtet. In: Imprimatur. Ein Jahrbuch für Bücherfreunde. N.F., Bd. XX. Harrassowitz, Wiesbaden, 2005. S. 103–144
- Karl Gutzkow und Charlotte Birch-Pfeiffer. Eine Affäre in Briefen. In: Immermann Jahrbuch. Bd. 8. Lang, Frankfurt a. M., Berlin, Bern [usw.], 2007. S. 97–129
- „Die Freiheit der Zerrbilder“ – Karl Gutzkow in der zeitgenössischen Karikatur. In: Hubertus Fischer, Florian Vahßen (Hrsg.): Vormärz-Studien. Europäische Karikaturen in Vor- und Nachmärz. (II.) Aisthesis Verlag, Bielefeld, 2010. S. 105–134
- Schnurren, Lügen und Legenden. Theodor Fontane in der Anekdote. In: Roland Berbig (Hrsg.): Fontane als Biograph. Walter de Gruyter, Berlin, New York, 2010. S. 77–94
- Wie Laube nach Detmold kam. Über eine Sammlung Heinrich Hubert Houbens im Nachlass von Alfred Bergmann. In: Lothar Ehrlich und Detlev Kopp (Hrsg.): Grabbe-Jahrbuch 2011/12. Aisthesis Verlag, Bielefeld, 2012. S. 256–268
- Rudimente des Briefverkehrs Fontanes in seinen Werkhandschriften – Beispiel und Befund. In: Hanna Delf von Wolzogen, Andreas Köstler (Hrsg.): Fontanes Briefe im Kontext. Königshausen & Neumann, Würzburg, 2019. S. 71–90
- Wege zum Kommentar. Wie man Fontanes Autobiographie vorletzte Geheimnisse entlockt. In: Gabriele Radecke (Hrsg.): Theodor Fontanes „Von Zwanzig bis Dreißig“. Zu Edition und Interpretation des autobiographischen Werkes. Quintus-Verlag, Berlin, 2020. S. 34–64
- Epigonenhochmut, oder: Wie Karl Gutzkow am Weimarer Goethe-Schiller-Denkmal wütete. Zur Genesis einer Anekdote. In: Martina Bender, Susanne Schütz, Peter Grüttner (Hrsg.): Nonkonformismus und Subversion. Festschrift zu Ehren von Thomas Bremer. Wettin-Löbejün, Verlag Janos Stekovics, 2020. S. 441–453
- Die Erscheinungsdaten von Theodor Fontanes Büchern im „Börsenblatt für den Deutschen Buchhandel“ von 1849 bis 1898. In: Fontane Blätter, Potsdam, Heft 112, 2021, S. 92–135